# Epoligosita bicolor
Epoligosita bicolor är en stekelart som beskrevs av Hayat och Gennaro Viggiani 1981. Epoligosita bicolor ingår i släktet Epoligosita och familjen hårstrimsteklar. Inga underarter finns listade i Catalogue of Life.